# مضخم الغيتار

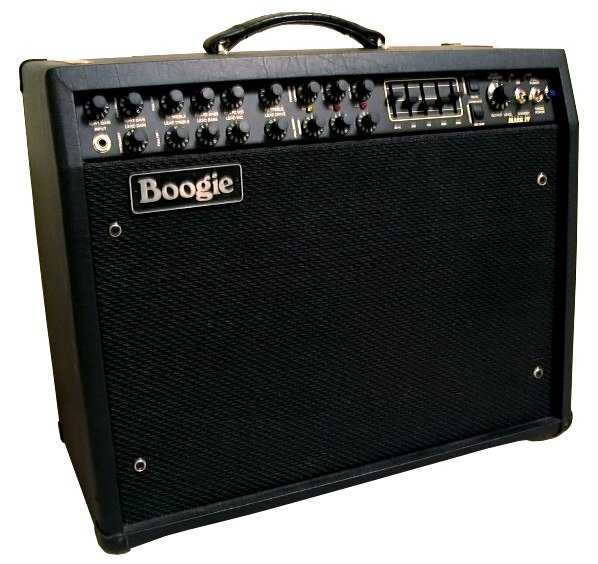
مضخم غيتار "كومبو" من نوع "Mark IV" لشركة Mesa-Boogie

مضخم الغيتار هو نظام أو جهاز إلكتروني يقوي الإشارة الكهربائية الضعيفة من لاقط على غيتار كهربائي، غيتار البيس، أو غيتار صوتي ليتمكن من إنتاج صوت عبر مكبر صوت واحد أو أكثر، والتي توضع عادة في صندوق خشبي. قد يكون مضخم الغيتار صندوق خشبية أو معدنية تحتوي فقط على دارات مضخم الصوت (ومضخم أولي) ويتطلب استعمال صندوق مكبر منفصلة، أو قد يكون مضخم «كومبو» (Combo أي مركب) يحتوي على المضخم ومكبر واحد أكثر في صندوق خشبية. توجد عدة أحجام وتقيميات قدرة لمضخمات الغيتار، من مضخمات صغيرة وخفيفة بمكبر 6 إنشات ومضخم 10 واط إلى مضخمات «كومبو» ثقيلة بأربع مكبرات 10 أو 12 إنشا ومضخم 100 واط قوي، والتي صاخبة بما فيه الكفاية للاستعمال في نادي ليلي أو بار.
يمكن أن تغير مضخمات الغيتار نغمة الآلة أيضا عن طريق إبراز أو تقليل بروز ترددات محددة بواسطة أجهزة تحكم معادلة الصوت التي تعمل مثل مقابض تدوير البيس والجواب في جهاز ستيريو hi-fi منزلي، وعن طريق إضافة تأثيرات إلكترونية؛ يتوفر تأثيرا تشويه الصوت ورد الصوت عادة كميزات ضمنية. وحدة إدخال مضخمات الغيتار الحديثة هو مقبس 1/4 إنش، وتمرر به إشارة من لاقط كهرومغناطيسي (من غيتار كهربائي) أو لاقط كهرضغطي (عادة من غيتار صوتي) باستعمال كابل الألياف الضوئية الواصل، أو جهاز إرسال لاسلكي. يلعب اختيار مضخم الغيتار والإعدادات المستعملة فيه دورا مهما في تحديد نغمة مميزة أو صوت خاص بالنسبة لعازفي الغيتار الكهربائي. يستعمل بعض عازفي الغيتار ماركة أو نوع مضخم غيتار معين لمدة طويلة. قد يستعمل عازفوا الغيتار أيضا دواسات مؤثرات خارجية لتغيير صوت نغمتهم قبل وصول الإشارة للمضخم.